# Mandouard 2
Pour les articles homonymes, voir Mandouard (homonymie).
Mandouard 2 est un village du Sénégal situé en Basse-Casamance. Il fait partie de la communauté rurale de Ouonck, dans l'arrondissement de Tenghory, le département de Bignona et la région de Ziguinchor.
Lors du dernier recensement (2002), la localité comptait 294 habitants et 41 ménages.